# 水锦树
水锦树（学名：Wendlandia uvariifolia sp. uvariifolia）为茜草科水锦树属下的一个亚种。